# Vlag van Renkum

Vlag van de gemeente Renkum

De vlag van Renkum is de gemeentelijke vlag van de Gelderse gemeente Renkum. De vlag, die werd geschonken door de heer W. Klaassen Ezn ten behoeve van het nieuwe gemeentehuis, werd door de gemeenteraad vastgesteld op 29 maart 1928. Documenten hierover zijn echter niet meer aanwezig aangezien het Renkumse gemeentearchief in de herfst van 1944 is vernietigd. 
De vlag bestaat uit vier horizontale banen van gelijke hoogte in de kleuren rood, wit, geel en blauw. De kleuren zijn afkomstig van het gemeentewapen. 

## Verwante afbeeldingen

Wapen van Renkum

Aalten ·
Apeldoorn ·
Arnhem ·
Barneveld ·
Berg en Dal ·
Berkelland ·
Beuningen ·
Bronckhorst ·
Brummen ·
Buren ·
Culemborg ·
Doesburg ·
Doetinchem ·
Druten ·
Duiven ·
Ede ·
Elburg ·
Epe ·
Ermelo ·
Harderwijk ·
Hattem ·
Heerde ·
Heumen ·
Lingewaard ·
Lochem ·
Maasdriel ·
Montferland ·
Neder-Betuwe ·
Nijkerk ·
Nijmegen ·
Nunspeet ·
Oldebroek ·
Oost Gelre ·
Oude IJsselstreek ·
Overbetuwe ·
Putten ·
Renkum ·
Rheden ·
Rozendaal ·
Scherpenzeel ·
Tiel ·
Voorst ·
Wageningen ·
West Betuwe ·
West Maas en Waal ·
Westervoort ·
Wijchen ·
Winterswijk ·
Zaltbommel ·
Zevenaar ·
Zutphen